# Queremó d'Alexandria
Queremó d'Alexandria (en grec antic Χαιρήμων Kerémon) va ser un astròleg, escriptor, historiadori filòsof estoic, cap de la biblioteca d'Alexandria o almenys de la part situada al temple de Serapis, durant el segle i. Va ser ἱερογραμματεύς, que vol dir portador i expositor dels llibres sagrats, i pertanyia per tant a la jerarquia sacerdotal egípcia. Entre les obligacions d'aquest càrrec hi havia la localització d'animals sagrats, l'examen de candidats a sacerdots, la interpretació dels somnis, l'endevinació del futur i la conservació dels llibres sagrats. Va formar part d'una ambaixada d'Alexandria davant de l'emperador Claudi, on va realitzar diverses peticions per la Biblioteca i la ciutat. Va ser mestre de Dionís d'Alexandria, que el va succeir en la direcció de la Biblioteca en temps de Neró.
La major part de la seva producció literària podem situar-la entre els anys 30 i 65 dC. Va morir poc abans de l'any 96, data en què Marcial el cita en un dels seus epigrames. S'ha de descartar que aquest Queremó fos el que va acompanyar a Eli Gal en la seva expedició pel riu Nil l'any 23 aC. La Suda diu que va ser cridat a Roma per ser preceptor de Neró junt amb Alexandre d'Eges, uns anys abans que Sèneca tingués aquesta funció, l'any 49 dC.
Va escriure un tractat sobre jeroglífics, que va tenir una gran influència. El fragment més interessant de la seva obra, conservat gràcies al filòsof neoplatònic Porfiri, és un retrat idealitzat de la vida dels sacerdots egipcis, que descriu com a filòsofs ascetes que viuen en els temples sotmesos a purificacions i a tota mena de privacions, dedicats a la contemplació del món diví i a l'estudi de totes les ciències, especialment l'astrologia. Va escriure també una història d'Egipte, i un llibre sobre els cometes. Es probable que publiqués un tractat sobre gramàtica. Els seus treballs foren estudiats per Orígenes.